# ابوعبیده (حماس)
ابوعبیده (زادهٔ ۱۱ فوریهٔ ۱۹۸۵) یک مبارز فلسطینی است که حداقل از سال ۲۰۰۷ سخنگوی گردان‌های عزالدین قسام، شاخه نظامی حماس، بوده است. یکی از تحلیل‌های سال ۲۰۲۴ او را «چهره اصلی کمپین رسانه‌ای قسام» توصیف کرده است.

## مشخصات شخصی
نام واقعی ابوعبیده و همچنین بسیاری از مشخصات شخصی او مشخص نیست. او همیشه درحالی ظاهر می‌شود که با چفیه صورت خود را پوشانده است. در سال ۲۰۱۴، رسانه‌های اسرائیلی عکسی را منتشر کردند که ادعا می‌شد عکس ابوعبیده با نام واقعی «حذیفه سمیر عبدالله الکحلوت» بود. با این حال، صحت عکس و نام توسط گردان‌های عزالدین القسام رد شد. یکی از رهبران ارشد آنها گفت که ابوعبیده «در رسانه‌ها ظاهر نمی‌شود و نخواهد شد» و تنها عده محدودی از مردم از هویت او اطلاع داشته‌اند.
اولین حضور ابوعبیده در رسانه‌ها در سال ۲۰۰۶ بود؛ زمانی که او خبر دستگیری سرباز اسرائیلی گیلعاد شلیط را داد.

## بیانیه
در ژوئن ۲۰۲۰، ابوعبیده در پاسخ به برنامه‌های رهبران اسرائیل برای الحاق رسمی بخش‌هایی از کرانه باختری، گفت که «نیروهای مقاومت صادقانه از مردم فلسطین محافظت خواهند کرد» و قول داد که «دشمن را برای چنین تصمیم گناه‌آلودی وادار کند انگشتانش را به نشانه پشیمانی گاز بگیرد.» وی طرح‌های اسرائیل را «اعلان جنگ» توصیف کرد.
در جریان تشدید درگیری‌های فلسطین و اسرائیل در سال ۲۰۲۱، ابوعبیده گفت که حمله به تل‌آویو، دیمونا، اسدود، عسقلان و بئرالسبع «برای ما آسان‌تر از آب خوردن بود» و اعلام کرد که «هیچ خط قرمزی برای پاسخ دادن به تجاوزگری [اسرائیل] وجود ندارد». پس از توافق آتش‌بس، وی گفت: «به یاری خداوند توانستیم دشمن، نهاد شکننده و ارتش وحشی آن را ذلیل کنیم».
در سپتامبر ۲۰۲۱، پس از اینکه چهار نفر از شش فراری از زندان گیلبوآ توسط نیروهای اسرائیلی دستگیر شدند، ابوعبیده اعلام کرد که هیچ مبادله اسیری با اسرائیل بدون آزادی فراریان در آینده انجام نخواهد شد و گفت: «اگر قهرمانان تونل آزادی خود را آزاد کرده باشند، این بار از زیر زمین به آنها و زندانیان آزاده خود قول می‌دهیم که به زودی به خواست خدا از بالای زمین آزاد خواهند شد.»
در می ۲۰۲۲، ابوعبیده در پاسخ به تلاش اسرائیل برای ترور رهبر حماس، یحیی سِنوار، پس از چندین حمله فلسطینی‌ها به اسرائیل، گفت که اگر «دشمن و رهبری شکست‌خورده‌اش» به سنوار صدمه بزند، «زلزله‌ای منطقه‌ای و پاسخی بی‌سابقه» ایجاد خواهد شد.
در ژوئن ۲۰۲۲، ابوعبیده اعلام کرد که وضعیت پزشکی یکی از اسرای اسرائیلی در غزه وخیم شده است. گردان‌های عزالدین القسام بعداً ویدیویی منتشر کردند که نشان می‌داد اسیر مورد نظر هشام السید است.